# Хора (Самос)
Хора (греч. Χώρα) — малый город в Греции, на юге острова Самос в Эгейском море, к северо-западу от Питагориона. Административно относится к общине Анатолики-Самос в периферийной единице Самос в периферии Северные Эгейские острова. Расположен на высоте 59 м над уровнем моря, в 13 км к юго-западу от города Самос. Население 1218 человек по переписи 2011 года. Обслуживается аэропортом «Аристарх Самосский», расположенным южнее.

## История
В древности и в первые десятилетия княжества Самос Хора являлась столицей острова, что создавало сложности из-за отсутствия дорог и необходимых построек. Ставленник султана, бей Стефан Вогориде перенёс столицу в 1835 году в порт Лимни-Ватеос, который переименовал в Стефанополь. Это решение было согласовано палатой депутатов. После изгнания бея столицей снова стала Хора. Правитель острова Георгиос Конеменос-бей (Γεώργιος Κονεμένος-Βέης) перенёс столицу в 1851 году в Тиганион, обладавший лучшей инфраструктурой. Это решение было согласовано палатой депутатов. Следующий правитель острова Ион Гика перенёс столицу в 1854 году в Лимни-Ватеос. Следующий правитель Мильтиад Аристархис, брат великого логофета Николаоса Аристархиса решил перенести столицу в Хору и созвал в 1859 году палату депутатов, но решение не было принято. В 1862 году Аристархис вновь поставил вопрос о переносе столицы, на этот раз в Тиганион, и снова безуспешно.

## Сообщество
Сообщество Хора (Κοινότητα Μαραθοκάμπου) создано в 1918 году (ΦΕΚ 204Α). В сообщество входит деревня Потокаки. Население 1340 человек по переписи 2011 года. Площадь 10,953 квадратных километров.
| Населённый пункт | Население (2011), человек |
| ---------------- | ------------------------- |
| Потокаки         | 122                       |
| Хора             | 1218                      |

## Население
| Год  | Население, человек |
| ---- | ------------------ |
| 1991 | 1284               |
| 2001 | 1394               |
| 2011 | ↘ 1218             |